# Miryam
Miryam è un film muto del 1929 diretto da Enrico Guazzoni.

## Trama
Miryam, figlia adottiva del capo tribù Jamet, incontra nel deserto Marco Palmi, scienziato italiano in Libia per ricerche. Il loro primo approccio non è cordiale e quando Mario cade prigioniero dei predoni lei si offre di custodirlo per poterlo umiliare. Senonché col tempo si innamora del giovane italiano e ne resta incinta. Ibrahim, un bandito che desidera la fanciulla, fa in modo che Mario venga abbandonato nel deserto e racconta a Miryam che egli è morto tentando la fuga. Ma Mario è stato salvato da un'altra tribù ed è curato da Ulema, amica di Miryam. Ibrahim tenta nuovamente di nuocere ai due innamorati, ma interviene Jamet che uccide il bandito, si sottomette al potere italiano e consente che la coppia parta verso l'Italia assieme al figlio da poco nato, chiamato Italo.

## Produzione

Isa Buzzanca

Miryam è stato uno dei due film (l'altro è La sperduta di Allah ancora di Guazzoni) , entrambi di ambiente africano, realizzati quasi contemporaneamente dalla "Suprema Film" azienda veneziana che era succeduta alla "I.C.S.A." e su cui non si hanno molte notizie, tranne che per queste due produzioni mise parzialmente in comune le squadre tecniche, mentre gli interpreti erano diversi.

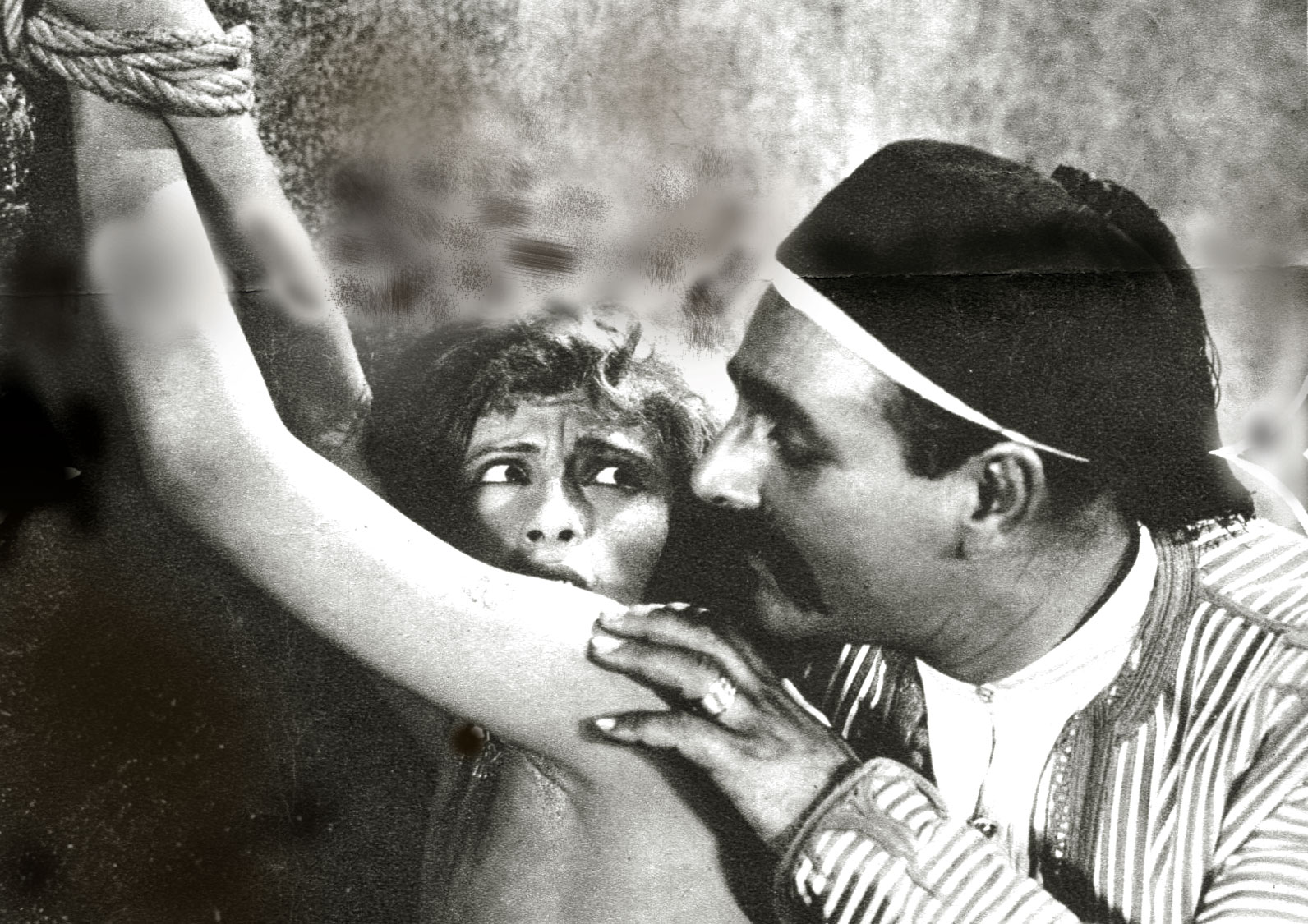
Isa Pola e Aristide Garbini

Il film fu girato nei primi mesi del 1929 (mancano fonti che indichino i luoghi del "set"), e fa parte di una serie di significato "coloniale", che aveva visto l'anno precedente l'uscita di Kif Tebbi di Camerini. In una stagione di crisi profonda della cinematografia italiana (nel quinquennio 1925 - 1929 erano stati prodotti meno di 100 titoli, ma pochi di questi avevano fruito di una distribuzione nazionale) il film "libico" di Camerini era stato uno dei pochi ad avere successo anche all'estero e questo aveva ovviamente comportato una corsa a riproporre la stessa tematica, che poi avrà un'altra impennata negli anni della guerra etiopica e della proclamazione dell'Impero (da Lo squadrone bianco a Il grande appello).

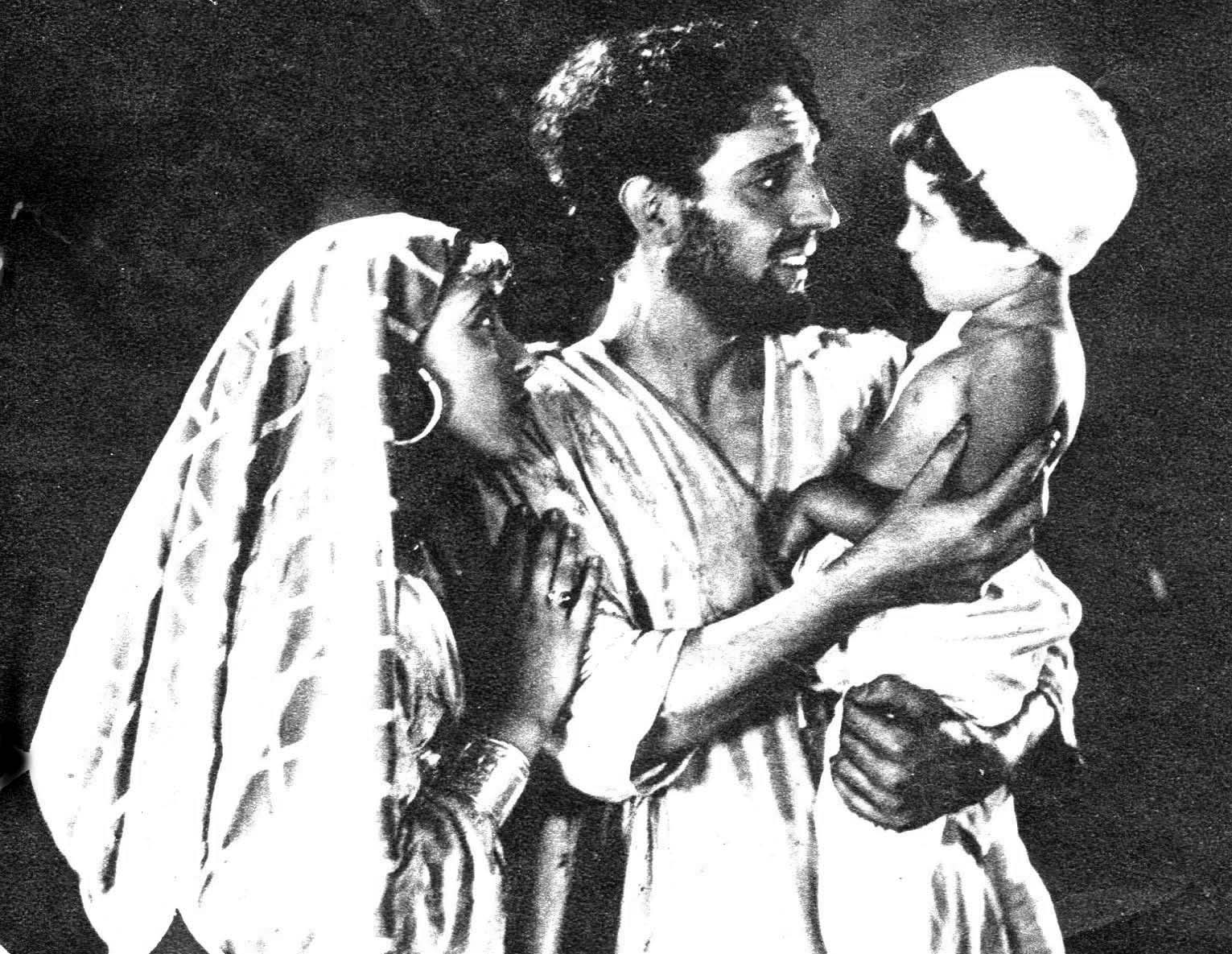
Isa Pola e Carlo Gualandri

Tutti questi film sono accomunati da una visione che presenta gli arabi "buoni", amici degli italiani portatori di pace e civiltà, ma bisognosi di essere "controllati" e guidati, contro quelli "cattivi" i quali tramano contro il progresso, che, nel caso di Miryam assume le sembianze dello scienziato - ricercatore, più che quelle del militare.
Miryam fu il terzo film interpretato da Isa Pola, quasi all'inizio di una trentennale carriera nel mondo dello spettacolo e questo fattore costituì, secondo un commentatore, il principale pregio del film, cioè «l'aver imposto all'attenzione del pubblico e degli industriali una giovane e fotogenica attrice e se questo dal film non risulta la colpa è della fotografia e del "maquillage"».

## Accoglienza
Ottenuto nel marzo 1929 il visto di censura, Miryam uscì nelle sale nella seconda metà del 1929, costituendo uno degli ultimi film muti a circolare in Italia, quando negli stessi mesi Pittaluga aveva già avviato i lavori per trasformare la "Cines" di via Vejo, a Roma, nella prima azienda italiana di produzione sonora. Come di tutte le pellicole di quegli anni, anche di questa non si hanno dati relativi all'esito commerciale.
Nei (pochi) commenti contemporanei il film libico di Guazzoni ricevette giudizi non molto positivi, quasi rassegnati: «il film è italiano: il fatto quindi che la scenografia non brilla per ricchezza ed intelligenza e che la tecnica è degna di una composizione risalente a diversi anni addietro non ci indigna né ci esaspera».
Successivamente anche questa regia di Guazzoni, considerata minore nell'ambito della sua filmografia, è stata annoverata come esempio della produzione coloniale italiana, iniziata già al tempo della conquista italiana della Libia. Miryam è attualmente un film non reperibile.